# Crișul Negru

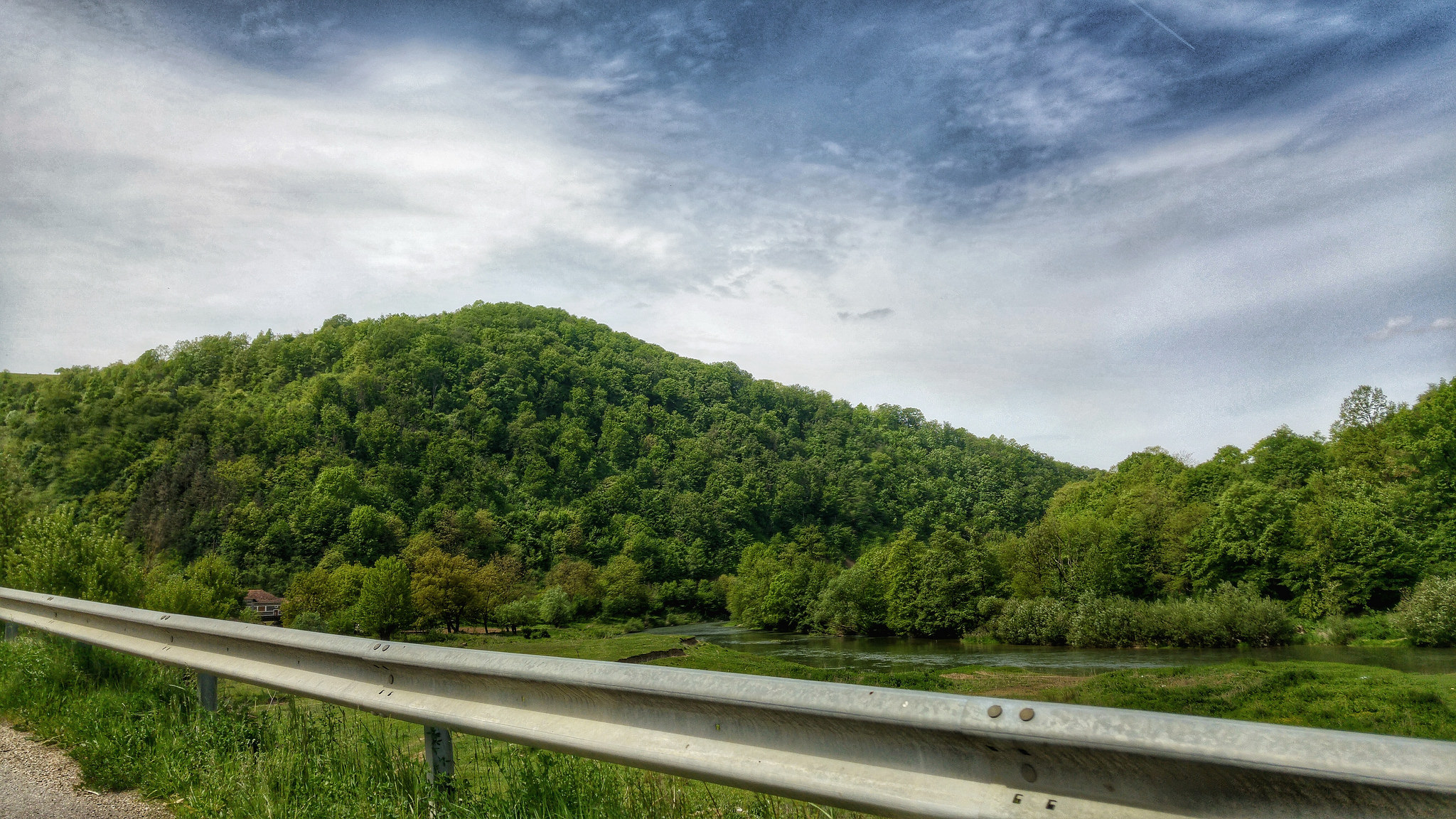
Crișul_Negru à Șoimi

Le Crișul Negru (Criș Noir, en hongrois Fekete-Körös) est une rivière principalement roumaine située dans le nord-ouest du pays, en Transylvanie, dans le județ de Bihor et dans celui d'Arad avant de couler en Hongrie à travers le comitat de Békés et de former le Körös après son union avec le Crișul Alb. Elle prend sa source dans les monts Apucènes. Elle tient son nom du latin Crisola (du grec χρυσός / khrysós, « or », à cause des paillettes d'or charriées depuis les monts Bihor).

## Géographie
Le Crișul Negru (« Criș noir ») prend sa source à 1 460 m d'altitude dans les monts Apucènes (dont font partie les monts Bihor) par la confluence de deux rivières de montagne : le Crișul Poienii (« Criș de la clairière ») et le Crișul Băiței (« Criș de la petite mine »), et coule approximativement dans le sens est-ouest et de former, avec le Crișul Alb (« Criș blanc », Fehér-Körös en hongrois), le Körös en Hongrie, en aval de la ville de Gyula (comitat de Békés) à 85 m d'altitude.
Le Crișul Negru, comme les autres rivières de (cette région, a un régime très irrégulier, son débit moyen de 31,40 m3/s varie d'un maximum de 648 m3/s à un minimum de 0,47 m3/s.
Le Crișul Poienii coule dans la vallée de Vașcău tandis que le Crișul Băiței coule dans celle de Nucet. Ils se rejoignent dans la ville de Ștei.
Ensuite, le Crișul Negru traverse successivement les localités de Rieni, Drăgănești, Tărcaia, la ville de Beiuș, puis les communes de Uileacu de Beiuș, Șoimi, Căpâlna, Holod, Tinca, Batăr, Avram Iancu dans le județ de Bihor avant de traverser le județ d'Arad sur quelques kilomètres dans la commune de Zerind avant de pénétrer en Hongrie, d'arroser Sarkad dans le comitat de Békés.

Fehér

## Hydrographie
La Crișul Repede  et le Crișul Alb forment le Körös (Criș en roumain), affluent de la Tisza, elle-même affluent du Danube. Il forme avec le Crișul Negru et le Crișul Alb les Trois Criș (Cele Trei Crișuri) qui irriguent toute la plaine roumaine de la Crișana (qui en tient son nom).